# 美尔尼沙汉·艾尼
美尔尼沙汉·艾尼，中华人民共和国政治人物。
担任小学女教师。1954年，当选第一届全国人民代表大会代表。